# Centro Democrático de Macau
O Centro Democrático de Macau (CDM), em chinês 澳門民主協會, é uma associação política de matriz portuguesa e de centro-esquerda, com sede em Macau, fundado em 30 de Abril de 1974, cinco dias após a Revolução do 25 de Abril, que se propõe contribuir para o exercício dos direitos civis e políticos e participar na vida política de Macau.

## Objectivos
O objectivo principal do CDM é o progresso democrático de Macau e dos seus habitantes e defende que a propugna a vivência democrática como condição da participação livre, activa, esclarecida e consciente dos cidadãos na vida pública.
O CDM defende também os princípios enunciados na Declaração Universal dos Direitos do Homem, e subscreve os fundamentos do Pacto Internacional dos Direitos Civis e Políticos e do Pacto Internacional sobre os Direitos Económicos, Sociais e Culturais.

## História
No dia 30 de Abril de 1974, reunia-se pela primeira vez no restaurante Fat Siu Lau um grupo de cidadãos conotados com a esquerda e com o MFA, entre os quais o advogado Joaquim Jorge Perestrelo Neto Valente, o arquitecto José Celestino da Silva Maneiras, Damião Rodrigues e Vivaldo Rosa. Foi a primeira reunião do Centro Democrático de Macau (CDM), e teve como objectivo celebrar o advento da nova era política instituída pela Revolução de 25 de Abril, como noticiava a Gazeta Macaense.
Os principais temas da fase inicial da CDM foram a democratização da sociedade de Macau e a discussão em torno da continuidade do Governador de Macau José Manuel de Sousa e Faro Nobre de Carvalho, que o CDM repudiava, em oposição à facção mais conservadora e localista, agrupada na Associação para a Defesa dos Interesses de Macau (ADIM), que advogava a sua manutenção no cargo.
O CDM foi um dos movimentos cívicos que participou nas eleições realizadas a 25 de Abril de 1975 para a Assembleia Constituinte de Portugal, pelo círculo eleitoral de Macau. Obteve apenas 1 030 votos, não conseguindo eleger qualquer deputado, em oposição à Associação para a Defesa dos Interesses de Macau, que venceu estas eleições e conseguiu assim eleger um deputado para a Assembleia Constituinte. Teve no passado um protocolo político com o Partido Socialista Português, quando ainda mantinha algumas actividades políticas em Portugal. Actualmente, só mantém actividades em Macau.
Nas primeiras eleições legislativas de Macau, em 1976, o CDM conseguiu obter 458 votos (16,8%) e eleger um deputado (José Patrício Guterres) para a Assembleia Legislativa de Macau, por sufrágio directo. Nas eleições legislativas de 1980, o CDM conseguiu 550 votos (22,7%) e um deputado (Joaquim Jorge Perestrelo Neto Valente) por sufrágio directo. Mas, com o passar dos anos, devido à enorme evolução sócio-política decorrente em Macau (principalmente com o aparecimento de novos movimentos civico-políticos de matriz chinesa), o CDM experimentou um forte declínio. Actualmente, não consegue eleger nenhum deputado para a Assembleia Legislativa de Macau e a sua influência e actividade estão drasticamente reduzidas.

### Órgãos de informação
Em Novembro de 1974, o CDM lançou a revista "Democracia em Marcha". Anos mais tarde, em oposição ao "Jornal de Macau", que estava conotado com a ADIM, foi criado em Outubro de 1982 o jornal "Tribuna de Macau", cujo proprietário era o advogado Neto Valente, um dos co-fundadores do CDM. Porém, com a evolução do panorama político de Macau e com a aproximação da data da transferência de soberania, o histórico conflito entre a ADIM e o CDM tornou-se num assunto do passado. Por isso, o "Jornal de Macau" e o "Tribuna de Macau" acabaram por fundir-se no dia 1 de Novembro de 1998, cujo resultado foi o actual Jornal Tribuna de Macau.